# معاملة المثليين في زامبيا
يواجه الأشخاص من المثليين والمثليات ومزدوجي التوجه الجنسي والمتحولين جنسياً (اختصاراً: LGBT) في زامبيا تحديات قانونية واجتماعية لا يواجهها غيرهم من المغايرين جنسيا. يعد النشاط الجنسي المثلي بين الذكور والنساء غير قانوني في زامبيا، ويواجه الأشخاص من مجتمع المثليين وصمة عار بين السكان. كما أن المنازل التي يعيش فيها الشركاء المثليون غير مؤهلة للحصول على نفس الحماية القانونية المتاحة للأزواج المغايرين، مع وجود عدة تقارير تتحدث عن مستوى عالي من التمييز والانتهاكات ضد مجتمع المثليين.
ورثت زامبيا قوانينها ونظامها القضائي من بريطانيا لكونها مستعمرة سابقة تابعة للإمبراطورية البريطانية، حتى نالت البلاد استقلالها عام 1964. ولم تتغير القوانين الخاصة بالمثلية الجنسية بصورة كبيرة والمدرجة تحت قوانين السدومية وبقيت هذه القوانين تحظر البهيمية.
تبقى المواقف الاجتماعية تجاه المثليات والمثليين ومزدوجي التوجه الجنسي والمتحولين جنسياً بمعظمها سلبية، وما زال يُنظر للمثلية على أنها غير أخلاقية وشكل من أشكال الجنون. تأسست عام 1999 منظمة غير حكومية تدعى «زامبيا ضد الأشخاص ذوي الأفعال الجنسية الغير طبيعية»، وهدفت لمحاربة المثلية الجنسية والمثليين في زامبيا.

## قانونية النشاط الجنسي المثلي
يعد النشاط الجنسي المثلي جريمة تبعاً لما ورد في الفصل رقم 87 ضمن الفقرات من 155 حتى 157 من قانون العقوبات الزامبي.
تضع الفقرة رقم 155 بعنوان «جرائم غير طبيعية» الجنس المثلي تحت تصنيف جناية، وتصفه باعتباره «مواقعة أي شخص ضد نظام الطبيعة»، ويعاقب عليه بالسجن لمدة تصل إلى 14 سنة.
تضع الفقرة رقم 156 عقوبة السجن لمدة سبع سنوات لأي «محاولة لارتكاب جرائم غير طبيعية». ختاماً، تنطبق الفقرة 157 على «أي فعل فاضخ مخل بالآداب» يرتكبه رجلان، «سواء أكان ذلك في العموم أم الانفراد»، وتضع الفقرة هذه الأفعال تحت خانة جناية ويعاقب عليها بالسجن لمدة خمس سنوات. كما يمدد البند ليشمل «محاولات القوادة في ارتكاب أي فعل [أي فعل فاحش]».
رغم عدم شمول قانون العقوبات الزامبي على إشارات صريحة للنشاط الجنسي بين النساء بالتراضي، إلا أن الفصل 87 في البند رقم 155 يغطي موضوع مثليات الجنس قانونياً.
أقرت زامبيا دستورها خلال تسعينيات القرن العشرين على غرار جميع المستعمرات البريطانية السابقة في دول جنوبي وشرقي أفريقيا، مما أبطل معظم قانون العقوبات السابق العائد إلى ما قبل عام 1964، ويتضمن الدستور أشكال حماية واسعة ضد التمييز والمأخوذة عن الإعلان العالمي لحقوق الإنسان الصادر عن الأمم المتحدة. ويمكن المجادلة لصالح وجود حماية دستورية للمثليين والمثليات بموجب ما تنص عليه الفقرة 23 من دستور عام 1996:
(1) بمقتضى البنود (4) و (5) و (7)، لا قانون سيجعل أي بند تمييزي إما بنفسه أو في الآثار المترتبة عليه.
(2) بمقتضى البنود (6) و (7) و (8)، لا شخص ستتم معاملته بأسلوب تمييزيّ من قبل أي شخص يتصرف بمقتضى أي نص قانون مكتوب أو في أداء وظائف أي منصب عام أو أي سلطة عامة.
باعتبار أن إبطال أي دستور لجميع القوانين الأخرى بارتباطها بوقوع بضعة محاكمات بتهمة المثلية سيسمح باختبار القوانين الجنائية في حال وجد تناقضها مع الدستور لتصبح ساقطة من الكتب.

## ظروف الحياة
وفقاً لتقرير قدمته منظمة أوترايت أكشن الدولية ومنظمة منظمة الحقوق العالمية غير الحكوميتان إلى لجنة الأمم المتحدة لحقوق الإنسان التابعة للأمم المتحدة فإن تجريم النشاط الجنسي المثلي القائم بالتراضي في زامبيا «له تأثير مدمر على الأشخاص الممارسين للجنس المثليين في زامبيا»، حيث أكد التقرير وقوع الأقليات الجنسية ضحية للاعتقال التعسفي بالإضافة إلى «التمييز في التعليم والتوظيف والإسكان والوصول للخدمات»، والابتزاز المالي الذي يقع غالباً بعلم ومشاركة السلطات الأمنية.
وفقاً لتقرير نشرته منظمة خلف القناع غير الربحية المعنية بشؤون الأقليات الجنسية في أفريقيا، فإن معظم المثليين والمثليات ومزدوجي التوجه الجنسي والمتحولين جنسيا في زامبيا لم يعلنوا عن توجههم الجنسي خوفاً من التعرض للاستهداف والإيذاء. وتعد مثليات الجنس أكثر عرضةً للعنف والتمييز وفقاً للتقرير ويعود السبب وراء هذا نتيجة بنية النظام الأبوي التي يتسم بها المجتمع الزامبي.
وجد تقرير حقوق الإنسان الصادر عن وزارة الخارجية الأمريكية عام 2010 أن «الحكومة طبقت القانون المُجرّم للسلوك المثلي ولم تستجب للتمييز المجتمعي» وقد «وقع عنف ضد الأشخاص المثليين والمثليات ومزدوجي التوجه الجنسي والمتحولين جنسيا، والتمييز المجتمعي في التوظيف والإسكان والوصول للتعليم أو الرعاية الصحية.»

### القيود على نشاط حقوق المثليين
لا تسمح الحكومة الزامبية بالمطالبة بحقوق المثليين.
دعى نائب الرئيس كريستون تيمبو في تصريحٍ لجمعية زامبيا الوطنية عام 1998 إلى اعتقال الأفراد الذين يطالبون بحقوق المثليين وأشار إلى الحاجة إلى «حماية الأخلاق العامة» على حد تعبيره. وصف الرئيس السابق فريدريك تشيلوبا المثلية الجنسية بـ«الغير إنجيلية» و«المخالفة للطبيعة البشرية». كما أعلن وزير الشؤون الداخلية حينها بيتر ماتشونغوا عن إصداره لأوامر باعتقال أي فرد أو مجموعة تحاول التسجيل رسمياً كمجموعة للدفاع عن حقوق المثليين. وصرح مُسَجّل الجمعيات هربرت نيندوا أنه سيرفض تسجيل أي منظمات أو جمعيات مدنية تمثل الأقليات الجنسية.

### العوز المناعي المكتسب/الإيدز
لا يوجد برامج عامة أو خاصة تقدم استشارة للرجال المثليين بخصوص العوز المناعي المكتسب في زامبيا في يوليو 2007، حيث تصل نسبة انتشار العوز المناعي المكتسب بين البالغين في البلاد والمقاسة حسب سيروم الدم إلى حوالي 17%. لم يذكر برنامج التحكم الوطني بالإيدز الذي تديره الحكومة العلاقات المثلية، رغم الخطر المرتفع لانتقال عدوى فيروس العوز المناعي المكتسب بالنسبة للرجال المشاركين في علاقات جنسية مثلية.
وافقت وزارة الصحة الزامبيّة في يونيو عام 2007 على إجراء تقييم لتقدير انتشار فيروس العوز المناعي البشري والإيدز بين الرجال المثليين بالتعاون مع مراكز مكافحة الأمراض واتقائها وجمعية الصحة العائلية التابعة لمنظمة الخدمات السكانية العالمية.

## ملخص
| قانونية النشاط الجنسي المثلي                                                                  | (العقوبة: السجن لمدة تصل إلى 14 سنة) |
| المساواة في السن القانوني للنشاط الجنسي                                                       | (العقوبة: السجن لمدة تصل إلى 14 سنة) |
| قوانين مكافحة التمييز في التوظيف                                                              | No                                   |
| قوانين مكافحة التمييز في توفير السلع والخدمات                                                 | No                                   |
| قوانين مكافحة التمييز في جميع المجالات الأخرى (تتضمن التمييز غير المباشر، خطاب الكراهية)      | No                                   |
| قوانين مكافحة أشكال التمييز المعنية بالهوية الجندرية                                          | No                                   |
| زواج المثليين                                                                                 | No                                   |
| الاعتراف القانوني بالعلاقات المثلية                                                           | No                                   |
| تبني أحد الشريكين للطفل البيولوجي للشريك الآخر                                                | No                                   |
| التبني المشترك للأزواج المثليين                                                               | No                                   |
| يسمح للمثليين والمثليات ومزدوجي التوجه الجنسي والمتحولين جنسيا بالخدمة علناً في القوات المسلحة | No                                   |
| الحق بتغيير الجنس القانوني                                                                    | No                                   |
| علاج التحويل محظور على القاصرين                                                               | No                                   |
| الحصول على أطفال أنابيب للمثليات                                                              | No                                   |
| الأمومة التلقائية للطفل بعد الولادة                                                           | No                                   |
| تأجير الأرحام التجاري للأزواج المثليين من الذكور                                              | (غير قانوني للأزواج المغايرين كذلك)  |
| السماح للرجال الذين مارسوا الجنس الشرجي التبرع بالدم                                          | No                                   |